# Karamakhi
Karamakhi (Карамахи) est un village du Daghestan en fédération de Russie qui comptait 4 537 habitants en 2002. La plupart de ses habitants appartiennent à l'ethnie darguine et sont de confession sunnite. Ce village dépend du raïon (district) de Bouïnaksk.

## Histoire récente
Karamakhi est devenu l'un des lieux-phare du wahabbisme au Daghestan à partir de 1997 et a vécu pendant plusieurs mois sous le régime imposé de la charia. Les habitants se sont soumis à l'organisation de la charia Jamaat voulant imposer un émirat islamiste radical au Caucase. De nombreux jeunes gens venant d'autres villages de la région se sont installés ici pour s'entraîner à la lutte armée et idéologique sous la direction d'Ibn al-Khattab qui a déclaré que le village, ainsi que deux autres villages voisins, faisaient désormais partie d'une république islamiste indépendante.
Les forces armées fédérales russes ont repris la zone en septembre 1999.